# Mastinocerus brevipennis
Mastinocerus brevipennis là một loài bọ cánh cứng trong họ Phengodidae. Loài này được Solier in Gay miêu tả khoa học năm 1849.